# Геринг, Роберт
Ро́берт Па́ул Ге́ринг (нидерл. Robert Paul Gehring; родился 19 января 1976 года, Амстелвен) — нидерландский футболист, завершивший игровую карьеру, играл на позиции полузащитника. Бо́льшую часть карьеры — с 1998 по 2009 год выступал за клуб АФК (Амстердам). Ранее выступал за «Аякс» и испанские команды «Райо Вальекано» и «Райо Махадаонда». В настоящее время занимается бизнесом, является директором компании «Bonnit Benelux BV».

## Ранние годы
Роберт Геринг родился 19 января 1976 года в городе Амстелвен. Его отец был футболистом и предпринимателем, Кес Геринг отыграл 16 сезонов за футбольный клуб АФК с 1966 по 1982 год. Среднее образование Роберт получил в лицее Касимир в Амстелвене, где учился с 1988 по 1994 года.

## Футбольная карьера

### Клубная
Первые шаги в футболе Геринг делал в клубе АФК, за который ранее выступал его отец. В возрасте 14 лет Роберт был замечен скаутами амстердамского «Аякса», после чего присоединился к юношеской команде этого клуба. В сезоне 1994/95 дублирующий состав «Аякса» вместе с Робертом вышел в 1/2 Кубка Нидерландов, но в полуфинальной игре с «Утрехтом» 19-летний полузащитник участие не принимал; «Аякс 2» проиграл со счётом 2:1.
В конце февраля 1996 года наставник «Аякса» Луи ван Гал включил Геринга в заявку на ответный матч Суперкубка УЕФА с испанской «Сарагосой», запланированный на 28 февраля. Роберт остался в запасе, но уже во втором тайме при счёте 4:0 он появился на поле, заменив на 71-й минуте автора одного из голов — Финиди Джорджа. Этот матч стал дебютным ещё для двоих футболистов «Аякса» — Дэйва ван ден Берга и Андрея Демченко. «Аякс» одержал победу, а учитывая ничью в первом матче, амстердамская команда завоевал престижный трофей. Шесть месяцев спустя Геринг получил тяжёлую травму коленного сустава — разрыв передней крестообразной связки. На восстановление от травмы Роберту потребовалось полгода. В июле того же года Геринг смог принять участие в нескольких товарищеских играх.
В июне 1997 года Роберт и его одноклубник Дэйв ван ден Берг перешли в испанский клуб «Райо Вальекано». В отличие от ван ден Берга, Геринг был сразу отдан в аренду в клуб третьего дивизиона Испании — «Райо Махадаонда».
После возвращения в Нидерланды Роберт стал выступать за любительский клуб АФК, в котором начинал свою футбольную карьеру. В сезоне 2000/01 он был признан в клубе игроком года. Более чем за 11 сезонов Геринг сыграл 245 матчей, в которых забил 47 голов и отдал 58 результативных пасов. В мае 2009 года Роберт провёл свою последнюю игру за клуб.

### Сборная Нидерландов
В конце марта 1995 года Роберт получил вызов в молодёжную сборную Нидерландов, которой предстояло сыграть на Чемпионате мира среди молодёжных команд не старше 20 лет. В заявку из 26 футболистов попало ещё пятеро игроков «Аякса»: Ван ден Берг, Виллемс, Витзенхаусен, Вотер, Ландзат, Мусампа и Мельхиот.

«Это фантастика, иметь возможность играть на Кубке мира. Я никогда не получал такого шанса, как и другие вызванные игроки. Теперь я должен убедить тренера, что мой талант достоин стартового состава».

В первом матче подопечные Ринуса Исраэла с минимальным счётом уступили команде Аргентины, проиграв 0:1. Роберт вышел во втором тайме и провёл на поле около получаса. Во второй игре, состоявшейся 16 апреля, нидерландская команда разгромила сверстников из Гондураса со счётом 7:1; пятый гол в ворота Гондураса забил на 67-й минуте Геринг. Для того, чтобы выйти из группы, Нидерландам было необходимо побеждать сборную Португалии, однако «оранжевые» уступили со счётом 0:3. Как и предыдущих матчах, Роберт вышел на замену.
| Матчи за юношескую сборную Нидерландов до 16 лет | Матчи за юношескую сборную Нидерландов до 16 лет | Матчи за юношескую сборную Нидерландов до 16 лет | Матчи за юношескую сборную Нидерландов до 16 лет | Матчи за юношескую сборную Нидерландов до 16 лет | Матчи за юношескую сборную Нидерландов до 16 лет |
| Дата                                             | Место проведения                                 | Оппонент                                         | Счёт                                             | Голы                                             | Соревнование                                     |
| ------------------------------------------------ | ------------------------------------------------ | ------------------------------------------------ | ------------------------------------------------ | ------------------------------------------------ | ------------------------------------------------ |
| 14 марта 1991                                    |                                                  | Венгрия                                          | 1:2                                              | —                                                | Товарищеский матч                                |
| 13 апреля 1991                                   |                                                  | Уэльс                                            | 0:2                                              | —                                                | Товарищеский матч                                |
| 11 мая 1991                                      | Гронинген                                        | Северная Ирландия                                | 5:0                                              | —                                                | Товарищеский матч                                |
| 16 мая 1991                                      |                                                  | Англия                                           | 1:1                                              | —                                                | Товарищеский матч                                |

Итого: 4 матча / 0 голов; 3 победы, 1 ничья, 0 поражений.
| Матчи за юношескую сборную Нидерландов до 17 лет | Матчи за юношескую сборную Нидерландов до 17 лет | Матчи за юношескую сборную Нидерландов до 17 лет | Матчи за юношескую сборную Нидерландов до 17 лет | Матчи за юношескую сборную Нидерландов до 17 лет | Матчи за юношескую сборную Нидерландов до 17 лет |
| Дата                                             | Место проведения                                 | Оппонент                                         | Счёт                                             | Голы                                             | Соревнование                                     |
| ------------------------------------------------ | ------------------------------------------------ | ------------------------------------------------ | ------------------------------------------------ | ------------------------------------------------ | ------------------------------------------------ |
| 28 августа 1991                                  |                                                  | Австрия                                          | 1:0                                              | —                                                | Товарищеский матч                                |
| 28 августа 1991                                  |                                                  | Франции                                          | 1:3                                              | 1                                                | Товарищеский матч                                |
| 1 сентября 1991                                  |                                                  | Швейцария                                        | 1:4                                              | —                                                | Товарищеский матч                                |
| 27 ноября 1991                                   | Та'Кали                                          | Мальта                                           | 0:6                                              | —                                                | Квалификация к ЧЕ—1992                           |
| 28 апреля 1992                                   | Эйсден                                           | Люксембург                                       | 2:2                                              | —                                                | Товарищеский матч                                |
| 7 мая 1992                                       | Айя-Напа                                         | Ирландия                                         | 0:2                                              | —                                                | Чемпионат Европы 1992                            |
| 9 мая 1992                                       | Айя-Напа                                         | Испания                                          | 2:0                                              | —                                                | Чемпионат Европы 1992                            |

Итого: 7 матчей / 1 гол; 4 победы, 1 ничья, 2 поражения.
| Матчи за юношескую сборную Нидерландов до 18 лет | Матчи за юношескую сборную Нидерландов до 18 лет | Матчи за юношескую сборную Нидерландов до 18 лет | Матчи за юношескую сборную Нидерландов до 18 лет | Матчи за юношескую сборную Нидерландов до 18 лет | Матчи за юношескую сборную Нидерландов до 18 лет |
| Дата                                             | Место проведения                                 | Оппонент                                         | Счёт                                             | Голы                                             | Соревнование                                     |
| ------------------------------------------------ | ------------------------------------------------ | ------------------------------------------------ | ------------------------------------------------ | ------------------------------------------------ | ------------------------------------------------ |
| 15 сентября 1992                                 | Салерно                                          | Шотландия                                        | 1:2                                              | —                                                | Товарищеский матч                                |
| 17 сентября 1992                                 | Салерно                                          | Италия                                           | 3:0                                              | —                                                | Товарищеский матч                                |
| 19 сентября 1992                                 | Салерно                                          | Бельгия                                          | 0:3                                              | —                                                | Товарищеский матч                                |

Итого: 3 матча / 0 голов; 2 победы, 0 ничьих, 1 поражение.
| Матчи за молодёжную сборную Нидерландов до 20 лет | Матчи за молодёжную сборную Нидерландов до 20 лет | Матчи за молодёжную сборную Нидерландов до 20 лет | Матчи за молодёжную сборную Нидерландов до 20 лет | Матчи за молодёжную сборную Нидерландов до 20 лет | Матчи за молодёжную сборную Нидерландов до 20 лет |
| Дата                                              | Место проведения                                  | Оппонент                                          | Счёт                                              | Голы                                              | Соревнование                                      |
| ------------------------------------------------- | ------------------------------------------------- | ------------------------------------------------- | ------------------------------------------------- | ------------------------------------------------- | ------------------------------------------------- |
| 13 апреля 1995                                    | Доха                                              | Аргентина                                         | 0:1                                               | —                                                 | Чемпионат Европы 1995                             |
| 16 апреля 1995                                    | Доха                                              | Гондурас                                          | 7:1                                               | 1                                                 | Чемпионат Европы 1995                             |
| 20 апреля 1995                                    | Доха                                              | Португалия                                        | 0:3                                               | —                                                 | Чемпионат Европы 1995                             |

Итого: 3 матча / 1 гол; 1 победа, 0 ничьих, 2 поражения.

## Личная жизнь
Роберт проходил обучение в бизнес школе Харлема, а с 2001 по 2002 год учился в бизнес университете Нинроде, где получил степень магистра наук в области управления. В 2001 году Геринг устроился на работу в амстердамское отделение американской компании «Tommy Hilfiger» по производству одежды, чьим генеральным директором был его дядя (Фред Геринг).
Со своей будущей супругой, Петрой Стаппер, Роберт познакомился на встрече сотрудников компании «Tommy Hilfiger»; в то время она работала в женском отделе (Women’s Wear), где была менеджером по продажам. Предложение Петре выйти за него замуж, Роберт сделал во время отдыха на юго-востоке Франции, в городе Сент-Максим. Их свадьба состоялась в Амстердаме, в католической церкви Де Дёйф.
В 2009 года у них родилась дочь — Тедди Софи, в том же году Петра создала собственный бренд по производству вязаной одежды под названием «Knit-ted». В январе 2011 года Роберт стал директором компании «Bonnit Benelux BV», которую основал его отец в 1975 году.